# Masahiko Inoha
Masahiko Inoha (jap. 伊野波 雅彦, Inoha Masahiko; * 28. August 1985 in Miyazaki) ist ein japanischer Fußballnationalspieler.

## Karriere
Inoha besuchte die Kagoshima Jitsugyo High School und die Hannan University und spielte dort Fußball. Vor seinem Abschluss an der High School war er bei mehreren Vereinen der J. League auf Probe, konnte aber keinen Verein überzeugen, ihn unter Vertrag zu nehmen. Er beschloss, sein Studium und sein Fußballstudium an der Hannan-Universität fortzusetzen. Während seiner Zeit an der Universität war er Mitglied der japanischen Mannschaft, die den 23. Universiade-Fußballwettbewerb in İzmir (Türkei) gewann.
Seine Leistungen in der Kansai University League wurden vom japanischen Jugendtrainer Kiyoshi Okuma anerkannt, der ihn in den Kader für die Endrunde der FIFA Junioren-Weltmeisterschaft 2005 aufnahm. Nach einem erfolgreichen Probetraining unterschrieb er beim F.C. Tokyo und ließ sich von der Universität beurlauben, an der er seit April 2008 eingeschrieben ist. Manager Alexandre Gallo etablierte ihn sofort als Stammspieler im Mittelfeld.
Im Jahr 2006 wurde er zweimal in die Nationalmannschaft berufen. Bei der Endrunde des AFC-Asien-Pokals 2007 wurde er spät für den verletzten Ryuji Bando eingewechselt, nahm aber nicht am Wettbewerb teil. Im Jahr 2008 wurde er zum amtierenden J.-Liga-Meister Kashima transferiert. Er war ein wichtiges Mitglied der japanischen U23-Nationalmannschaft, schaffte es jedoch nicht, in die U23-Auswahl für die Olympischen Spiele in Peking aufgenommen zu werden.
Er wurde in die Endrunde des AFC-Asien-Pokals 2011 berufen und gab am 17. Januar 2011 gegen Saudi-Arabien sein Länderspieldebüt. Im Spiel gegen Katar beim AFC-Asien-Pokal 2011 erzielte er in der 89. Spielminute ein Tor. Das Spiel endete mit einem 3:2-Sieg für Japan. Im Sommertransferfenster 2011 wechselte er zum kroatischen Spitzenklub Hajduk Split. Sein einziges Tor für Hajduk erzielte er am 21. Oktober 2011 beim 3:0-Auswärtssieg gegen den neuen Aufsteiger Lučko.
Es fiel ihm schwer, sich an das kroatische Leben anzupassen. Als Hauptgründe nannte er die Schwierigkeit, die neue Sprache zu lernen, und das Fehlen anderer asiatischer Spieler in der Mannschaft. Am 17. Januar 2012 ließ er zum ersten Mal das Training ausfallen, weil er seinen Lohn nicht bezahlt bekommen hatte. Die nicht gezahlten Löhne waren auf die Schulden von Hajduk Split zurückzuführen, und viele Spieler waren während seines Aufenthalts im Verein nicht bezahlt worden. Er wurde vom Verein mit einer Geldstrafe belegt, weil er drei Trainingseinheiten versäumte, bevor er schließlich seinen Vertrag auflöste und Ende Januar 2012 nach Japan zurückkehrte. In seiner einzigen Saison für Hajduk Split kam er auf 16 Einsätze. Nach seinem Abschied erklärte Masahiko: "In meiner gesamten Karriere war ich noch nie so traurig wie in den letzten zwei Wochen."
Masahiko unterschrieb Anfang 2012 als freier Mitarbeiter bei Vissel Kobe. Nach dem Abstieg von Vissel Kobe aus der höchsten japanischen Spielklasse im Jahr 2012 wechselte Inoha im Januar 2013 zu Jubilo Iwata. In seiner ersten Saison für Iwata in der ersten japanischen Liga kam er 25 Mal zum Einsatz und erzielte ein einziges Tor, doch leider belegte der Verein am Ende nur Platz 17 und stieg ab. Nach drei Spielzeiten in Shizuoka wurde er am Ende der Saison 2015 entlassen, nachdem er Jubilo Iwata zum Aufstieg verholfen hatte. Im Februar 2016 unterschrieb er bei Vissel Kobe.

## Erfolge
Kashima Antlers
- J1 League: 2008, 2009
- Kaiserpokal: 2010
- Japanischer Supercup: 2009, 2010
- Asienmeister: 2011